# Torre de la Moraleja
La Torre de la Moraleja és una torre de guaita situada al municipi d'Alcalá la Real, província de Jaén (Espanya). Està declarada Bé d'Interès Cultural.

## Descripció
És una torre de vigilància o talaia de planta circular. En el seu alçat es poden diferenciar diverses parts: la base de la torre que està reforçada per una estructura troncocònica amb 2,52 metres d'altura i un perímetre en la zona inferior de 25,6 metres; el cos amb l'obertura d'entrada enlairada pel qual s'accedeix a l'únic espai interior; en l'extrem superior de la torre se situen permòdols que circumden el seu perímetre i que formen part d'un petit balcó. Es conserva en bon estat. Des d'ella s'albiren la fortalesa de la Mota, la Torre del Cascante, la Torre de las Mimbres i la Torre del Nord.